# 911: Teksas
911: Teksas (engleski: 9-1-1: Lone Star) je američka dramska televizijska serija koja prati živote vatrogasaca i hitnih službenika u američkom gradu Austinu u Teksasu. 911: Teksas je spin-off serije 911 koja se prikazuje od 2018. godine. 
Serija je s prikazivanjem započela 19. siječnja 2020. na američkom Foxu, a ubrzo nakon američke premijere, prikazuje se i u Hrvatskoj od 4. veljače 2020. na Star Channelu (tadašnji Fox). Serija se kasnije prikazivala i na RTL 2. Peta sezona serija s prikazivanjem započinje u rujnu 2024. godine.

## Radnja
Prije gotovo dva desetljeća, Owen Strand je bio posljednja osoba koja je pobjegla iz svoje vatrogasne kuće na Manhattanu tijekom terorističkinh napada 11. rujna 2001. Owenu je ostao težak zadatak rekonstrukcije svoje vatrogasne postaje nakon napada. Nakon sličnog incidenta u vatrogasnom domu u Austinu, Owen putuje u Teksas sa svojim problematičnim sinom vatrogascem T.K.-om kako bi podijelio svoje progresivne životne ideje i vatrogasno iskustvo u nadi da će im pomoći da počnu iznova. Iako se Owen predstavlja kao samouvjeren čovjek iz velikog grada, on se ispod te vanjštine on bori s tajnom koju je skrivao od svih i koja bi mu mogla ugroziti život. Zatim počinje sastavljati svoj novi tim raznolikih i sposobnih kandidata za Vatrogasnu kuću 126. Članovi ovog tima su novopridošli vatrogasac Mateo Chavez, Paul Strickland, transrodni muškarac koji se hrabro odlučio promijeniti spol dok je radio kao vatrogasac u Chicagu, te ovisnica o adrenalinu i opaka vatrogaskinja Marjan Marwani.

## Glumačka postava

### Glavne uloge
- Rob Lowe kao Owen Strand, vatrogasni kapetan iz New Yorka i TK-jev otac. Dijagnosticiran mu je rak pluća kao rezultat toga što je prvi reagirao na napade 11. rujna, u kojima je također izgubio cijelu vatrogasnu jedinicu. Nakon što je obnovio svoj tim u New Yorku, zamoljen je da učini isto za 126 u Austinu.
- Liv Tyler kao Michelle Blake (1. sezona)
- Ronen Rubinstein kao Tyler Kennedy "TK" Strand, Owenon sin i bivši ovisnik; TK se predozirao neposredno prije dolaska u Austin. Tokom serije započinje vezu s policajcem Carlosom Reyesom. U drugoj sezoni prestao je biti vatrogasac i postao bolničar. Na kraju treće sezone zaprosio je Carlosa i njih dvoje su se vjenčali u finalu četvrte sezone.

- Sierra McClain kao Grace Ryder
- Jim Parrack kao Judson "Judd" Ryder
- Natacha Karam kao Marjan Marwani
- Brian Michael Smith kao Paul Strickland
- Rafael L. Silva kao Carlos Reyes
- Julian Works kao Mateo Chavez
- Gina Torres kao Tommy Vega
- Brianna Baker kao Nancy Gillian
- Kelsey Yates akao Isabella "Izzy" Vega
- Skyler Yates kao Evie Vega

## Pregled serije
Serija se premijerno prikazuje od 19. siječnja 2020. na američkom kanalu Fox, a ubrzo nakon američke premijere, premijerno se prikazuje se i u Hrvatskoj od 4. veljače 2020. na Star Channelu (tadašnji Fox). Prve dvije sezone su prikazane i na kanalu RTL 2. od 2. do 27. siječnja 2023.
| Sezona | Sezona | Epizode | Izvorno prikazivanje | Izvorno prikazivanje | Hrvatsko prikazivanje | Hrvatsko prikazivanje |
| Sezona | Sezona | Epizode | Premijera            | Finale               | Premijera             | Finale                |
| ------ | ------ | ------- | -------------------- | -------------------- | --------------------- | --------------------- |
|        | 1.     | 10      | 19. siječnja 2020.   | 9. ožujka 2020.      | 4. veljače 2020.      | 7. travnja 2020.      |
|        | 2.     | 14      | 18. siječnja 2021.   | 24. svibnja 2021.    | 3. ožujka 2021.       | 16. lipnja 2021.      |
|        | 3.     | 18      | 3. siječnja 2022.    | 16. svibnja 2022.    | 14. lipnja 2022.      | 11. listopada 2022.   |
|        | 4.     | 18      | 24. siječnja 2023.   | 16. svibnja 2023.    | 1. kolovoza 2023.     | 2. listopada 2023.    |
|        | 5.     | 12      | 23. rujna 2024.      | 3. veljače 2025.     | Još nije najavljeno   | Još nije najavljeno   |

### Prva sezona (2020.)
| Br. u seriji | Br. u sezoni | Hrvatski naslov Engleski naslov                     | Redatelj              | Scenarist                              | Nadnevak prikazivanja                                 |
| ------------ | ------------ | --------------------------------------------------- | --------------------- | -------------------------------------- | ----------------------------------------------------- |
| 1.           | 1.           | "Pilot"                                             | Bradley Buecker       | Ryan Murphy, Brad Falchuk i Tim Minear | 19. siječnja 2020. (SAD) 4. veljače 2020. (Hrvatska)  |
| 2.           | 2.           | "Jahanje na valovima" "Yee-Haw"                     | Bradley Buecker       | Tim Minear i Rashad Raisani            | 20. siječnja 2020. (SAD) 11. veljače 2020. (Hrvatska) |
| 3.           | 3.           | "Ponosni Teksašani" "Texas Proud"                   | Jennifer Lynch        | Kristy Lowrey                          | 27. siječnja 2020. (SAD) 18. veljače 2020. (Hrvatska) |
| 4.           | 4.           | "Viša sila" "Act of God"                            | Sharat Raju           | Molly Green i James Leffler            | 3. veljače 2020. (SAD) 25. veljače 2020. (Hrvatska)   |
| 5.           | 5.           | "Frajeri" "Studs"                                   | Bradley Buecker       | Carly Soteras                          | 10. veljače 2020. (SAD) 3. ožujka 2020. (Hrvatska)    |
| 6.           | 6.           | "Kakvi prijatelji" "Friends Like These"             | Marita Grabiak        | John Owen Lowe                         | 17. veljače 2020. (SAD) 10. ožujka 2020. (Hrvatska)   |
| 7.           | 7.           | "Loš savjet" "Bum Steer"                            | John J. Gray          | Jill Snyder                            | 24. veljače 2020. (SAD) 17. ožujka 2020. (Hrvatska)   |
| 8.           | 8.           | "Unutarnje čudovište" "Monster Inside"              | Gwyneth Horder-Payton | Tonya Kong                             | 2. ožujka 2020. (SAD) 24. ožujka 2020. (Hrvatska)     |
| 9.           | 9.           | "Buđenje" "Awakening"                               | David Grossman        | Rashad Raisani                         | 9. ožujka 2020. (SAD) 31. ožujka 2020. (Hrvatska)     |
| 10.          | 10.          | "Austin, imamo problem" "Austin, We Have a Problem" | Bradley Buecker       | Rashad Raisani i Tim Minear            | 9. ožujka 2020. (SAD) 7. travnja 2020. (Hrvatska)     |

## Vanjske poveznice
- Službena stranica na Fox-u
- Službena stranica na Star Channel-u
- 911: Teksas u internetskoj bazi filmova IMDb-a